# Lac d'Acerenza
Le lac d'Acerenza est un lac artificiel italien situé dans la province de Potenza dans la région de la Basilicate. Il a été créé en 1984 lors de la construction d'une digue sur le cours de la rivière Bradano.

## Source de la traduction
- (it) Cet article est partiellement ou en totalité issu de l’article de Wikipédia en italien intitulé « Lago di Acerenza » (voir la liste des auteurs).